# Froschtest
Der Froschtest, Krötentest oder Galli-Mainini-Test ist eine moderne Methode zur Schwangerschaftsfrüherkennung, ein biologischer Schwangerschaftsnachweis. Er war bis in die 1960er-Jahre die Methode der Wahl zur frühen Feststellung einer Schwangerschaft, bevor immunologische Schwangerschaftstests ihn ersetzten.

## Methode
Einem Krallenfrosch (Apothekerfrosch) wird Urin oder Blutserum einer Testperson subkutan in den dorsalen Lymphsack injiziert. Wenn das Weibchen nach 12 bis 24 Stunden Laich absetzt bzw. beim Männchen eine Spermatorrhoe zu beobachten ist (ähnlich wie bei der Aschheim-Zondek-Reaktion bei Mäusen), dann gilt die getestete Frau als schwanger.
Das Versuchstier steht nach einer gewissen Erholungspause von einigen Wochen für den nächsten Test wieder zur Verfügung; außer den Injektionen muss das Tier keine Qual erleiden. Teilweise wurden die Frösche auch wieder in die freie Wildbahn entlassen.
In Nicaragua und Burkina Faso wurde der Krötentest wie folgt durchgeführt: Man nahm eine weibliche Kröte und setzte sie in den Urin einer vermutlich schwangeren Frau. Den Urin nahm das Tier über seine Haut auf. Im Falle einer Schwangerschaft begann die Kröte innerhalb der nächsten 12 bis 24 Stunden zu laichen – ausgelöst durch die Schwangerschaftshormone im Urin der Frau.

## Mediale Rezeption
- In dem Spielfilm Tana, Dona und Lukretia[2] der Regisseurin Milena Andonowa (Bulgarien 2006) wird die Schwangerschaft der Jurastudentin „Lukretia“ (Diana Dobreva) mit dem Froschtest nachgewiesen.
- Im Roman Bitteres Geheimnis von Barbara Wood, der im Jahr 1963 spielt, wird bei der 16-jährigen „Mary Ann McFarland“ eine Schwangerschaft mit Hilfe des Froschtestes nachgewiesen. Das katholisch erzogene Mädchen weist jeglichen intimen Kontakt zu ihrem Freund zurück und so entwickelt sich ein Konflikt zwischen Sittenkodex und der Naturwissenschaft, bei dem auch der Vorgang einer Parthenogenese (Jungfernzeugung) thematisiert wird.[3]
- In der Father-Brown-Serie, Episode Romeo und Julia (3×14), wird eine junge Frau dem Galli-Mainini-Test unterzogen.
- In der zweiten Staffel der Serie „Charité“ erwähnt „Margot Sauerbruch“ diese Möglichkeit.
- In der Serie Velvet, Episode Im Aufwind (2x2) wird der Froschtest erwähnt.
- In der Episode Liebe und Heirat (7x4) der Serie Riverdale benutzt „Toni Topaz“ den Froschtest.
- In der zweiten Folge der Serie 'Arde Madrid '( " Ich liebe Mojama") wird der Froschtest gezeigt.